# Weißmilchender Helmling
Der Weißmilchende Helmling (Mycena galopus, Syn.: Mycena galopoda) ist eine Pilzart aus der Familie Mycenaceae. Dieser weit verbreitete, kleine Helmling ist leicht an seiner weißen Milch zu erkennen, die er ausscheidet, wenn sein Stiel verletzt wird. Seine graubraunen Fruchtkörper wachsen von Mai bis Ende November auf Laub-, Nadelstreu oder morschem Holz.

## Merkmale

### Makroskopische Merkmale

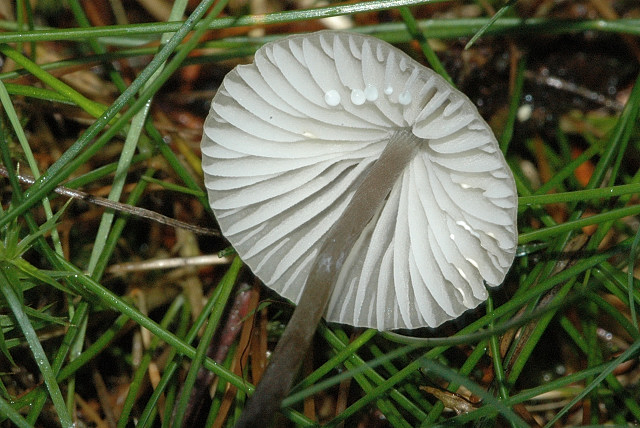
13–18 (–32) Lamellen erreichen den Stiel

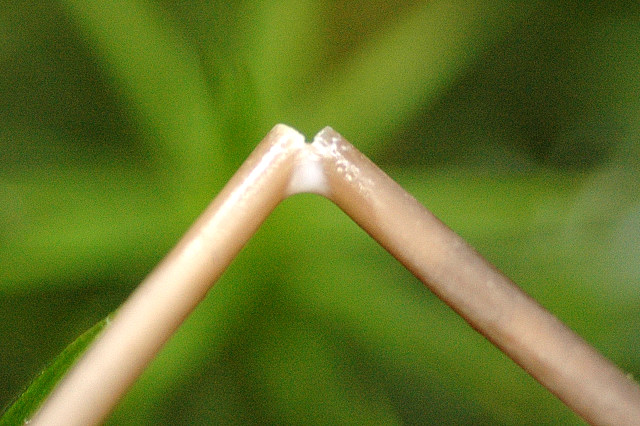
Bei einer Verletzung scheidet der Stiel einen weißen Milchsaft aus

Der Hut ist 1–2,5 cm breit, kegelig bis glockig und trägt bisweilen einen stumpfen Buckel. Im Alter ist er etwas abgeflacht und der Hutrand ist mehr oder weniger hochgebogen. Die Oberfläche ist kahl, trocken und fast bis zur Mitte wellig gerieft. Die Farbe ist sehr variabel, sie kann graubraun, aber auch weißlich bis dunkel schwarzbraun sein. Die Mitte ist normalerweise dunkler, der Rand heller gefärbt.
Die Lamellen sind aufsteigend, ausgebuchtet angewachsen, manchmal laufen sie auch mit einem kurzen Zahn am Stiel herab. Die Lamellen sind glatt bis adrig und im Alter an der Basis oft queradrig verbunden. Sie sind zuerst weißlich, dann bräunlich weiß bis blass graubraun. Die Schneiden sind weiß und das Sporenpulver ist hell cremefarben.
Der etwas elastisch, zylindrische bis bleistiftförmige Stiel ist 5–8 cm lang und 1–2 mm breit. Er ist hohl und glatt. Junge Exemplare sind bereift, verkahlen aber zum größten Teil. Der Stiel ist grau-braun gefärbt, die Stielspitze ist weißlich-cremefarben, die Basis etwas dunkler gefärbt. Beim Abbrechen oder Einschneiden wird zumindest in frischem Zustand ein weißer Milchsaft ausgeschieden. Die Stielbasis ist bisweilen verdickt und oft weiß striegelig behaart.
Das Fleisch ist dünn und weiß und riecht erdig bis rettichartig. Der Geschmack ist mild und etwas krautartig.

### Mikroskopische Merkmale
Die glatten, amyloiden Sporen sind elliptisch, bisweilen fast birnenförmig und 11–14 µm lang und 5–6 µm breit. Die keulenförmigen Basidien sind 25–36(–49) µm lang und 7–9 µm breit. Sie sind viersporig und haben bis zu 7 µm lange Sterigmen. Die Cheilozystiden messen 39–95 × 8–18 µm und bilden stellenweise ein steriles Band auf der Lamellenschneide. In der Regel sind sie spindelförmig, können aber auch keulig bis oval sein. Oben laufen sie spitz zu oder sind gegabelt. Nur selten haben sie an der Spitze oder seitlich grobe Auswüchse. Die Pleurozystiden sehen ähnlich aus, auch sie sind spindelförmig. Das Lamellentrama ist dextrinoid und färbt sich mit Jodlösung weinbräunlich an. Die Hyphen der Huthaut (Pileipellis) sind 1–3,5 µm breit, verzweigt und spärlich bis dicht mit 2–4,5 µm langen und 1–2 µm breiten Auswüchsen bedeckt. Tendenziell sind alle Hyphen etwas gelifiziert. Die Hyphen der Stielrindenschicht sind 1,5–4,5 µm breit. Sie haben weit gestreut bis dicht stehend, einfache bis gabelförmige Auswüchse (1,5–10 × 1–2 µm). Die Endzellen sind bis zu 4,5 µm breit und glatt bis ausgesackt.

## Artabgrenzung
Der Weißmilchende Helmling kann kaum mit einem anderen Helmling verwechselt werden, da sein Stiel bei einer Verletzung einen weißen Milchsaft ausscheidet. Dieses Merkmal ist unter den Helmlingen einzigartig.
Der Bittere Helmling (Mycena erubescens) scheidet einen wässrig-weißlichen und bitter schmeckenden Saft aus. Andere milchende Helmlingsarten sind an ihrer gefärbten Milch zu erkennen. Der Purpurschneidige Blut-Helmling (Mycena sanguinolenta) und Große Blut-Helmling (Mycena haematopus) haben eine blutrote Milch, während der Gelbrotmilchende Helmling (Mycena crocata) gelblich-safranfarbene Milchtropfen ausscheidet.
Alte, trockene Exemplare sind nur schwer von anderen grau-braunen Arten zu unterscheiden. In diesem Fall kann man sie mikroskopisch anhand ihrer großen, schmalen Sporen und den großen, spindelförmigen Cheilo- und Pleurozystiden erkennen.

## Ökologie
Der Helmling erscheint oft scharenweise in Wäldern aller Art. Dort findet man ihn in Moospolstern, Rohhumusauflagen und Laub, sowie auf am Boden liegendem, morschem Holz und an morschen Baumstümpfen. Der Pilz wächst meist an Fichten, aber auch an Rotbuchen, außerdem wurde er an Eichen, Erlen, Ahorn, Eschen und anderen Laubbäumen, sowie an Kiefern, Weißtannen und Lärchen gefunden.
Die Fruchtkörper erscheinen zwischen Juni bis Anfang Dezember, bei feucht-milder Witterung auch schon ab Ende April und bis Anfang Februar.

## Verbreitung
Die holarktische Art ist auf der ganzen Erdnordhalbkugel verbreitet und hat ein meridionales bis boreales (subarktisches) Verbreitungsgebiet. Der Helmling wurde in Nordasien (Kaukasus, Ostsibirien, Japan), in Nordamerika (USA, Kanada), auf den Kanaren, in Nordafrika (Algerien, Marokko) und Europa nachgewiesen. In Europa findet man ihn im Süden in Spanien, auf den Balearen, Korsika, in Italien und Rumänien, im Westen in Frankreich, den Beneluxstaaten und Großbritannien und dort nordwärts bis zu den Hebriden und Shetland-Inseln hinauf. Auch in ganz Mitteleuropa ist er verbreitet (Schweiz, Liechtenstein, Österreich, Deutschland, Tschechien, Slowakei, Polen). Im Osten reicht sein Verbreitungsgebiet bis nach Belarus und Russland, im Nordosten bis Estland und im Norden schließt es ganz Fennoskandinavien ein. Die Nordgrenze liegt etwa auf dem 69. Breitengrad.
In Deutschland und Österreich ist die Art von der dänischen Grenze bis in die Alpen hinein weit verbreitet und häufig.

## Systematik

### Infragenerische Systematik
Der Weißmilchende Helmling wird in die Sektion Lactipedes (Fr.) Quél. gestellt. Bei den Vertretern der Sektion handelt es sich um kleine bis mittelgroße Helmlinge, die bei einer Verletzung des Stiels eine weißliche Milch ausscheiden. In Europa enthält die Sektion zwei bis drei Arten.

### Unterarten und Varietäten
Es werden mehrere Varietäten unterschieden, die von einigen Autoren als eigene Arten angesehen werden. Im Gebiet spielen nur zwei eine nennenswerte Rolle.

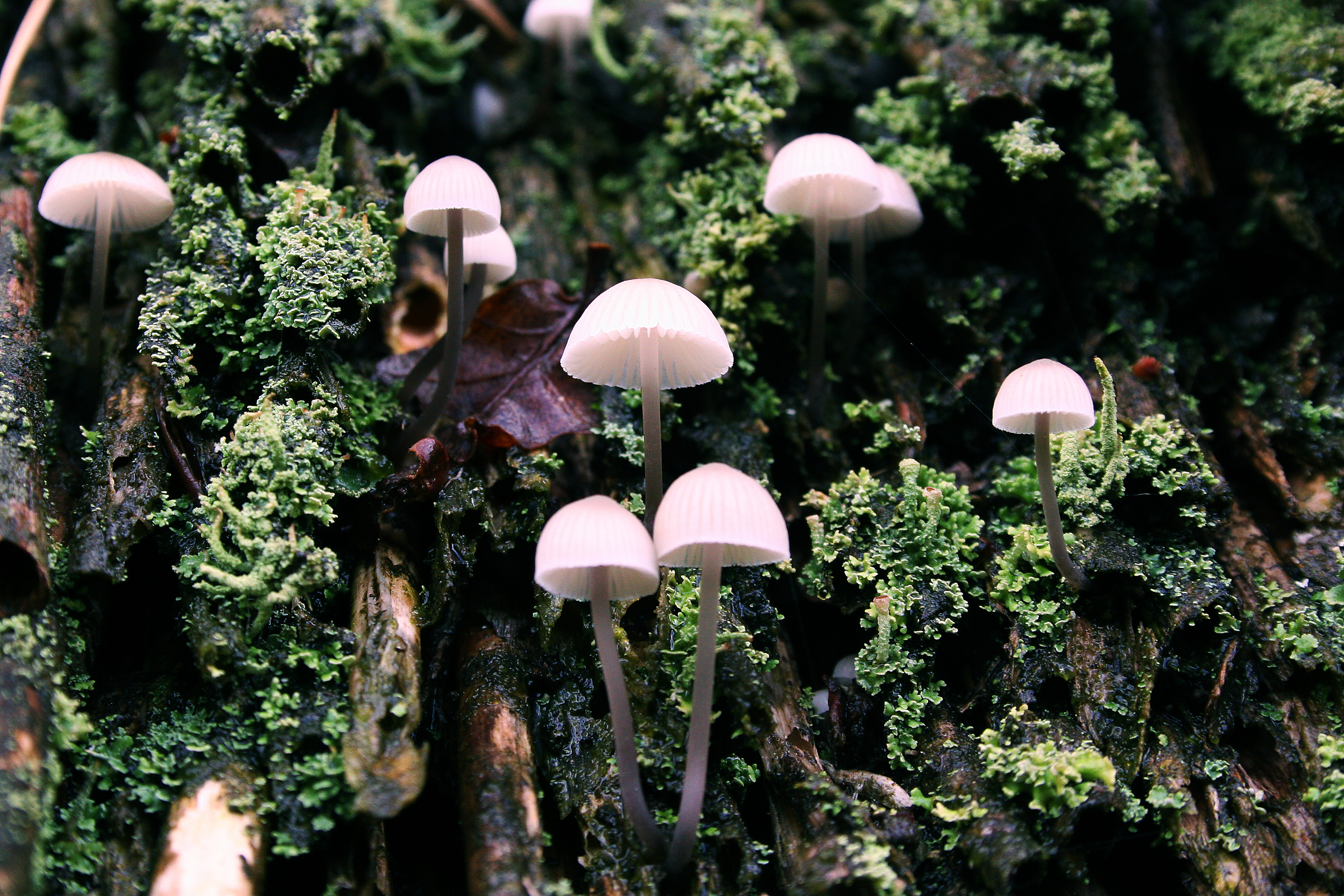
Mycena galopus var. candida

- Mycena galopus var. candida Lange (1914)

Die Varietät ist synonym zur varietas alba Rea (1922). Die Varietät wurde auch als eigene Art Mycena annae Benedix (1949) beschrieben. Die Fruchtkörper sind mehr oder weniger rein weiß. Man findet die Helmlinge bevorzugt auf Falllaub über staunassem Grund.
- Weißmilchender Schwarz-Helmling (Mycena galopus var. nigra) Rea (1922)

Die varietas nigra ist dunkle Variante, mit einem fast schwarzen Hut und einem braunschwarzen Stiel. Maas Geesteranus unterscheidet sie mikroskopisch durch ihre stärker entwickelten Auswüchse. Die Endzellen der Stielrinde haben oft auch kopfige Seitenäste. Einige Autoren sehen in dieser Varietät auch eine eigenständige Art, (Mycena leucogala Cooke 1883).

## Bedeutung
Wie alle Helmlinge ist auch der Weißmilchende Helmling kein Speisepilz.